# Kihō
Kihō (紀宝町, Kihō-chō) est un bourg du district de Minamimuro, dans la préfecture de Mie, au Japon.

## Géographie

### Démographie
Au 1er décembre 2014, la population de Kihō s'élevait à 11 202 habitants répartis sur une superficie de 79,66 km2.